# Tribunal administrativo (Francia)
En Francia, un tribunal administrativo es un tribunal de primera instancia y de derecho común del orden administrativo.

## Definición
Se recurre a un tribunal administrativo mediante una solicitud escrita que puede presentar:
- cualquier ciudadano que impugne una decisión adoptada por el Estado francés o una persona jurídica de derecho público: se trata principalmente del recurso por abuso de poder.
- cualquier persona física o jurídica con el fin de responsabilizar al Estado francés o a sus servicios o establecimientos públicas, a las autoridades locales o a sus establecimientos adscritos, a sus hospitales o servicios similares: la acción de responsabilidad consiste, principalmente, en solicitar al tribunal administrativo que condene a la administración a pagar una indemnización por los daños causados por culpa de la administración.
- personas jurídicas de derecho público contra decisiones administrativas adoptadas por otras personas jurídicas de derecho público.

Esos tribunales están regulados por el código de justicia administrativa (CJA).
La justicia administrativa afirmó su independencia respecto a la administración durante el siglo XIX y desarrolló una jurisprudencia (es decir, una determinada interpretación de las normas jurídicas por parte del juez) que tiene a bien compaginar los derechos de los ciudadanos con las necesidades del servicio público.
Por resolución del 22 de enero de 1980 «ley de validación», el Consejo Constitucional reconoció que la independencia de la jurisdicción administrativa es uno de los principios fundamentales reconocidos por las leyes de la República (PFRLR ).

## Historia
Los tribunales administrativos fueron creados mediante el decreto n° 53-934 del 30 de septiembre de 1953 que entró en vigencia en 1954. En Francia metropolitana y en los departamentos de ultramar, suceden a los consejos interdepartamentales de prefectura, especialmente para aliviar la carga del Consejo de Estado que ya no podía resolver los litigios que se le sometían en plazos aceptables. En efecto, hasta 1953, el Consejo de Estado era un juez de derecho común de lo contencioso-administrativo .
En los territorios de ultramar, los tribunales administrativos sustituyeron progresivamente a los consejos de lo contencioso administrativo  entre 1953 y 2003, cuyo papel era equivalente.
Desde el decreto del 29 de julio de 2009 que oficializa la creación del tribunal administrativo de Montreuil, existen actualmente 42 tribunales administrativos, de los cuales 31 en Francia metropolitana y 11 en ultramar. La jurisdicción de cada uno de ellos corresponde generalmente a una región o comunidad de ultramar, pero ciertas jurisdicciones simplemente se componen de uno o más departamentos. Se les suele conocer por el nombre de la ciudad donde se encuentran.

## Organización
Los jueces de los tribunales administrativos pertenecen al cuerpo de magistrados de los tribunales administrativos y de las cortes administrativas de apelación .
Cada tribunal comprende entre una a doce salas. La única excepción es el tribunal administrativo de París que consta con diecinueve agrupadas en seis secciones.

## Competencia y función del tribunal administrativo

### Competencias jurisdiccionales
El tribunal administrativo es el tribunal administrativo de primera instancia. Es el juez de derecho común en lo contencioso administrativo: todos los conflictos administrativos son de su competencia, salvo cuando una disposición especial contravenga este principio atribuyendo competencia a otra jurisdicción.
Los tribunales administrativos tienen competencia para conocer de cualquier litigio con una administración (Estado, autoridades locales, establecimientos públicos administrativos, etc.). También son competentes para cualquier asunto relacionado con las elecciones municipales y cantonales.
Existen excepciones a esta competencia de principio para las cuales el Consejo de Estado tiene competencia en primera y última instancia. Es el caso, por ejemplo, de los recursos contra actos normativos adoptados por ministros, para la contratación y la disciplina de los funcionarios designados por decreto del Presidente de la República o contra actos adoptados por ciertas autoridades administrativas independientes . También son una excepción los litigios para los cuales los tribunales administrativos de apelación tienen competencia en primera instancia. Con igual excepción los litigios de los que tengan conocimiento los tribunales administrativos especializados, específicamente en materia de contencioso disciplinario (Consejo superior de la magistratura reunido en Consejo disciplinario de los magistrados, Sección disciplinaria de los consejos académicos...), de lo contencioso y de lo social (Tribunal nacional de tarificación sanitaria y social, tribunales de pensiones...), de lo contencioso de extranjería (principalmente Tribunal nacional del derecho de asilo), de lo contencioso financiero (Tribunal de cuentas, Sala regional de cuentas...).

### Atribuciones administrativas
Los prefectos pueden consultar a los tribunales administrativos sobre cuestiones de derecho que causen dificultades. También corresponde al tribunal administrativo designar comisarios investigadores o comisiones de investigación en asuntos de investigación pública. También se pronuncian sobre cuestiones de autorización para alegar solicitada por los contribuyentes de las colectividades territoriales que desean tomar medidas para hacer valer los derechos de la colectividad.

### Capacitaciones
Los tribunales administrativos resuelven mediante sentencias dictadas por una Sala de carácter colegiado, es decir por tres magistrados, entre ellos un presidente y dos asesore ponentes. Para determinar las cuestiones que considere más importantes o para poner fin a un desacuerdo entre dos o más salas, el tribunal podrá excepcionalmente pronunciarse en sesión conjunta o reunirse en pleno.